# 乌苯美司
乌苯美司（INN：Ubenimex），又名贝他定（英語：Bestatin），是一种竞争性、可逆性的蛋白酶抑制剂，最初由橄榄网状链霉菌（学名：Streptomyces olivoreticuli）培养滤液中分离得到。
乌苯美司是以下酶的抑制剂：
- 氨基肽酶B（英语：Aminopeptidase B）[8]
- 白三烯A4水解酶（英语：Leukotriene-A4 hydrolase）（一种具有环氧化物水解酶（英语：Epoxide hydrolase）和氨基肽酶（英语：Aminopeptidase）活性的双功能锌酶）[9]
- 丙氨酸氨肽酶（氨基肽酶M/N）[10]
- 亮氨酰/半胱氨酰氨肽酶（英语：Insulin regulated aminopeptidase）（催产素酶/抗利尿激素酶）[11][12]
- ‌膜二肽酶（英语：Membrane dipeptidase）（白三烯D4水解酶）

## 用途
乌苯美司正在被研究用于治疗急性骨髓性白血病和淋巴水肿。由于乌苯美司是免疫调节剂，可增强T细胞功能，它也被研究作为HIV-1 DNA疫苗接种的免疫佐剂。

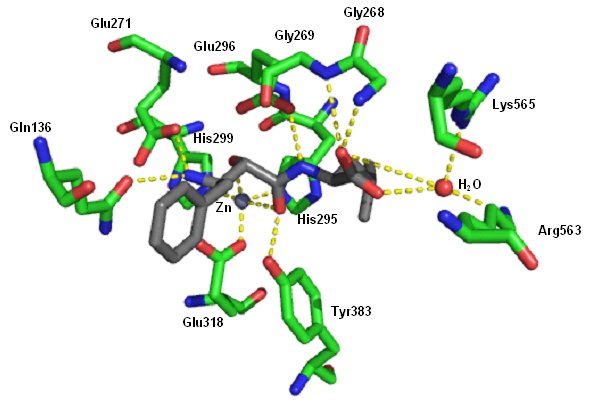
乌苯美司在白三烯A4水解酶结合位点时的晶体结构，由PDB提供 1HS6.

## 外部連結
- The MEROPS online database for peptidases and their inhibitors: Bestatin